# خورخه آکونا
خورخه آکونا (انگلیسی: Jorge Acuña; ۱ ژانویهٔ ۲۰۰۰ – ۲۶ فوریه ۲۰۲۴) بازیکن فوتبال اهل اروگوئه بود که در پست مهاجم بازی کرد. او بخشی از تیم اروگوئه بود که در سال ۱۹۶۷ قهرمان آمریکای جنوبی شد.
وی در تیم ملی فوتبال اروگوئه بازی کرده است.